# República Democrática do Congo nos Jogos Olímpicos de Verão de 2000
República Democrática do Congo participou dos Jogos Olímpicos de Verão de 2000 em Sydney, Austrália.